# Жіноча збірна Фінляндії з хокею із шайбою
Жіноча збірна Фінляндії з хокею із шайбою (фін. Suomen naisten jääkiekkomaajoukkue) — жіноча збірна з хокею із шайбою, яка представляє Фінляндію на міжнародних змаганнях. Опікується командою Фінський хокейний союз, збірна входить до чільної шістки світового хокею. 
Перший офіційний матч відбувся 26 грудня 1988 року проти збірної Норвегії (6:0).
Станом на 2024 рік займає 4-е місце у світовому рейтингу ІІХФ

## Результати

### Виступи на чемпіонатах Європи
- 1989 – Золоті медалі
- 1991 – Золоті медалі
- 1993 – Золоті медалі
- 1995 – Золоті медалі
- 1996 – Бронзові медалі

### Виступи на чемпіонатах світу
- 1990 – Бронзові медалі
- 1992 – Бронзові медалі
- 1994 – Бронзові медалі
- 1997 – Бронзові медалі
- 1999 – Бронзові медалі
- 2000 – Бронзові медалі
- 2001 – 4-е місце
- 2004 – Бронзові медалі
- 2005 – 4-е місце
- 2007 – 4-е місце
- 2008 – Бронзові медалі
- 2009 – Бронзові медалі
- 2011 – Бронзові медалі
- 2012 – 4-е місце
- 2013 – 4-е місце
- 2015 – Бронзові медалі
- 2016 – 4-е місце
- 2017 – Бронзові медалі
- 2019 – Срібні медалі
- 2021 – Бронзові медалі
- 2022 – 6-е місце
- 2023 – 5-е місце
- 2024 – Бронзові медалі
- 2025 – Бронзові медалі

### Виступи на Олімпійських іграх
- 1998 – Бронзові медалі
- 2002 – 4-е місце
- 2006 – 4-е місце
- 2010 – Бронзові медалі [2]
- 2014 – 5-е місце
- 2018 – Бронзові медалі
- 2022 – Бронзові медалі

### Кубок 4 Націй
- 1995 – 4-е місце
- 1996 – Бронзові медалі
- 1997 – Бронзові медалі
- 1998 – Бронзові медалі
- 1999 – Бронзові медалі
- 2000 – Бронзові медалі
- 2001 – Срібні медалі
- 2002 – Бронзові медалі
- 2003 – Бронзові медалі
- 2004 – 4-е місце
- 2005 – Бронзові медалі
- 2006 – 4-е місце
- 2007 – Бронзові медалі
- 2008 – 4-е місце
- 2009 – 4-е місце
- 2010 – Бронзові медалі  [3]
- 2011 – Бронзові медалі
- 2012 – 4-е місце
- 2013 – Срібні медалі

### Кубок Канади
- 2009 – Бронзові медалі[4]